# ماركوس لويس (مصارع محترف)
ماركوس لويس (بالفرنسية: Pierre Marceau)‏ هو مصارع محترف فرنسي، ولد في 11 يوليو 1991 في بوردو في فرنسا.

## وصلات خارجية
- ماركوس لويس على موقع WrestlingData.com (الإنجليزية)
- ماركوس لويس على موقع CageMatch worker (الإنجليزية)
- ماركوس لويس على موقع قاعدة بيانات المصارعة على الإنترنت (الإنجليزية)
- ماركوس لويس على موقع عالم المصارعة على الإنترنت (الإنجليزية)
- ماركوس لويس على موقع عالم المصارعة على الإنترنت (الإنجليزية)
- ماركوس لويس على موقع IMDb (الإنجليزية)